# Anatolii Cîrîcu
Anatolii Cîrîcu (ur. 14 września 1988 w Kagule) – mołdawski sztangista, mistrz Europy.
Podczas mistrzostw Europy w Antalyi (2012) zdobył złoty medal w kategorii do 94 kilogramów z wynikiem 402 kg w dwuboju. Jest również srebrnym i brązowym medalistą mistrzostw Europy w poprzednich edycjach. W 2012 roku zdobył brązowy medal igrzysk olimpijskich w Londynie. W 2016 roku Cîrîcu został zdyskwalifikowany, a jego wynik anulowany po wykryciu w jego organizmie dopingu.

## Wyniki
| Rok  | Zawody               | Miasto  | Miejsce | Kategoria | Wynik  |
| ---- | -------------------- | ------- | ------- | --------- | ------ |
| 2009 | Mistrzostwa świata   | Koyang  | 11      | do 94 kg  | 375 kg |
| 2010 | Mistrzostwa Europy   | Mińsk   | 3       | do 94 kg  | 376 kg |
| 2010 | Mistrzostwa świata   | Antalya | 9       | do 94 kg  | 381 kg |
| 2011 | Mistrzostwa Europy   | Kazań   | 2       | do 94 kg  | 390 kg |
| 2012 | Mistrzostwa Europy   | Antalya | 1       | do 94 kg  | 402 kg |
| 2012 | Igrzyska olimpijskie | Londyn  | 3       | do 94 kg  | 407 kg |